# It (personaggio)
It è un personaggio dell'omonimo romanzo di Stephen King del 1986 di cui è il principale antagonista. Viene rappresentato come un essere mutaforma che abita le fogne della città di Derry, Maine, cibandosi ciclicamente dei suoi abitanti assumendo forme evocative delle loro paure più grandi. Appare principalmente con le sembianze di un pagliaccio malefico noto come Pennywise il Pagliaccio Ballerino, detto anche Bob Gray, e Mangiatrice di mondi nel secondo film, per attirare i bambini, le sue prede predilette.
In un'intervista del 2013, King dichiarò che l'idea di Pennywise gli venne in mente dopo essersi chiesto cosa spaventasse i bambini "più di qualsiasi altra cosa nel mondo", e concluse che la risposta fosse i pagliacci. Ulteriori fonti d'ispirazione inclusero il troll della fiaba norvegese I tre capretti furbetti.
Il personaggio è stato generalmente ben accolto, con vari organi di stampa classificandolo fra i pagliacci più spaventosi del cinema e della cultura popolare. È stato interpretato da Tim Curry nella miniserie di ABC del 1990 e da Bill Skarsgård nel film del 2017 e nel suo seguito del 2019. L'interpretazione del primo è stata lodata dai recensori e da King stesso.

## Creazione

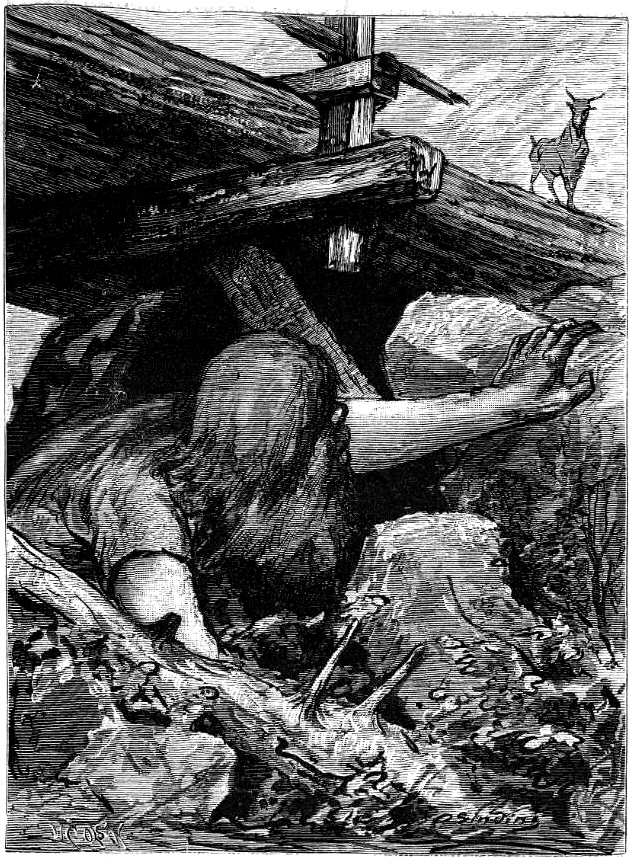
Il troll del racconto I tre capretti furbetti (1879), fonte d'ispirazione per It.

L'ispirazione per il personaggio venne a King nel 1978, mentre viaggiava da solo a piedi durante il tramonto per riprendere una macchina da poco riparata in un garage in Colorado. Disse in un'intervista che, durante il viaggio, dovette attraversare un ponte di legno, e che fu colpito dal suono echeggiante che fecero i suoi stivali. Gli venne in mente I tre capretti furbetti, e si chiese cosa avrebbe fatto se si fosse imbattuto in un troll come succede ai protagonisti della fiaba.
L'immagine impressionò King che, nel 1981, decise di scrivere un romanzo riguardante un essere maligno che si nasconde sotto un luogo apparentemente sicuro, rimpiazzando le capre con i bambini. Il ponte sarebbe diventato la città di Derry, e il ruscello sotto il ponte le sue fognature. Scelse la forma di un pagliaccio come forma principale di It perché King riteneva fosse un'immagine che i bambini trovano sia attraente che temibile.
In un’intervista del 2003, King rivelò che l’idea di posizionare Pennywise nelle fogne gli fu data da un articolo sulle leggende metropolitane da tutto il mondo dove si parlava di una vecchia diceria, secondo la quale nelle fognature della città di Roma vivrebbe una comunità di pagliacci fuggiti dal circo.
(Stephen King)

## Descrizione
(Pennywise/It rivolto al Club dei Perdenti nella miniserie televisiva)

### Nome
Il personaggio si riferisce a se stesso come "La Mangiatrice di Mondi", ma in lingua originale viene chiamato dai protagonisti del libro con il pronome personale indefinito "It" (nella traduzione italiana si è deciso di mantenere la forma originale in quanto nome proprio). Nel romanzo si accenna che in realtà IT abbia un suo vero nome, ma ciò non è mai stato rivelato.
Secondo la rivista Bustle, il nome "Pennywise" potrebbe avere origine dal proverbio britannico "Penny Wise, Pound Foolish" (saggio con i penny, idiota con le sterline), che si riferisce a una persona cauta nelle questioni banali ma azzardata in quelle importanti. La rivista ipotizza che il nome sia un avvertimento ai bambini di non dare per scontate le loro vite.

### Biografia
It è un'entità dalle origini ignote, nata insieme alla "Tartaruga" molto tempo prima della nascita dell'Universo. Entrambi nacquero da un'entità definita l'Altro, ma IT per molto tempo crede che ci fosse solo lei e la Tartaruga. Il romanzo non riporta mai chiaramente la vera natura di IT, descrivendola come indefinibile dall'intelletto umano. Risulta che risieda nella sua vera forma in una dimensione nota come "Pozzi Neri", situata ai confini del Macroverso e descritta come una non-luce composta di un'oscurità densa al di là di una barriera descrivibile come una fitta e infinita rete di rette verticali simili ad una gabbia. Non è chiaro se l'It del mondo reale sia solo una proiezione della sua vera forma inamovibile situata nel Macroverso, tuttavia sembra che si sia trasferito o abbia trasferito la propria coscienza nel pianeta Terra milioni di anni prima degli eventi raccontati nel libro, precipitando come una meteora nel punto esatto in cui è poi sorta la città di Derry e in seguito mettendosi a dormire per i millenni a seguire. Quando venne edificata, la città divenne un tutt'uno con lui/lei e con la vita dei suoi abitanti, entrandovi in simbiosi. Le persone di Derry hanno bisogno di It ed egli ha bisogno di loro: It si prende cura soprattutto delle persone che sono tendenzialmente malvagie. Costoro spesso non sono in grado di controllare i loro impulsi violenti, ma con i suoi poteri è in grado di tenerli sotto controllo, guidandoli secondo la sua volontà come suoi esecutori, e in certi casi tenerli al sicuro.
It permane in uno stato di riposo risvegliandosi ogni 27 anni per sfamarsi. I suoi risvegli dalla letargia sono sempre scanditi da varie tragedie generate dal suo influsso di manipolazione, come l'incendio del ritrovo chiamato "Punto Nero", oppure l'esplosione delle ferriere Kitchener mentre c'era una caccia al tesoro alle uova di Pasqua.
Benché non abbia un ciclo di vita mortale, anche lui, come la Tartaruga, sottostà alla legge del Macroverso. Tuttavia, essendo bugiardo e simulatore, non è mai chiaro cosa, tra quello che dice, corrisponda a verità sulla sua natura o sia una semplice presa in giro: ad esempio il fatto che possa regalare infinita fortuna e ricchezza o una vita longeva, o quando dice di essere l'ultimo superstite di un pianeta morente.
Pur non avendo un sesso specifico, nel finale del romanzo It comincia a riferirsi a se stessa in termini femminili e, apparendo sotto forma di ragno, è effettivamente gravida e sembra essersi riprodotta per partenogenesi covando delle uova al suo interno.

### Personalità
It è mostrato come un predatore sadico, un manipolatore che usa una facciata comicamente grottesca e l'aspetto di un allegro e simpatico clown e che mente spudoratamente sulla sua vita e le sue origini per far avvicinare i bambini, per poi ucciderli e divorarli nel modo più orrendo possibile, solo per gustarsi la loro paura e il loro dolore, o anche solo per intraprendere dei "giochi" inquietanti e malati in cui It insegue, minaccia e tortura le sue vittime.
Inoltre, It assume spesso la forma di ciò che spaventa di più la gente, in modo da gustarsi la loro paura e il loro sgomento mentre cerca di ucciderli, talvolta evitando persino di abbattere le sue prede solo per il gusto malato di averle traumatizzate e spaventate probabilmente a vita.
It è inoltre estremamente perverso, euforico e talvolta persino bambinesco nella sua violenta caccia all'uomo, comportandosi in modo giocoso ed infantile durante le sue ricerche, mentre si approccia alle vittime, e mentre sta intraprendendo un inseguimento, ridendo follemente e comportandosi in modo iperattivo mentre sta terrorizzando, divorando o manipolando qualcuno.
It inoltre adora anche la tortura e la manipolazione psicologica per piegare le sue vittime al suo volere o semplicemente per godersi il loro terrore e la loro disperazione, facendo rivivere i loro peggiori ricordi e i loro problemi interni sia usando i suoi poteri, sia usando il suo intelletto da manipolatore connivente e ingannatore, mantenendo sempre quel suo atteggiamento incontrollabile ed iperattivo.
In generale, It è davvero un essere privo di buone qualità, uno psicopatico incapace di provare amore o riguardo per qualcosa o qualcuno,  totalmente privo di coscienza o limiti morali, e annienterà felicemente ogni cosa gli sia d'intralcio pur di soddisfare la sua fame e raggiungere i suoi obbiettivi, senza provare rimorso o pietà per tutte le vite che ha distrutto o rovinato, ma anzi godendo e vantandosi della sua crudeltà e assenza di virtù spirituali.
Ciononostante, It è talvolta in grado di abbandonare questo suo carattere grottesco e incontrollabile per lasciare spazio ad un'impostazione cruda, fredda e priva di emozioni, o persino comportandosi come un vero o proprio animale affamato, sbavando, ringhiando e ruggendo, abbandonando in definitiva la poca umanità rimastagli.
Sembra anche essere estremamente narcisista, orgoglioso ed egocentrico, vantandosi e andando fiero del suo potere quasi onnipotente e di tutte le malefatte attuate, inclusi i più violenti casi di omicidio commessi, conservando pezzi delle sue vittime come scorta di cibo e come modo per vantarsi dei suoi omicidi.
Eppure, It è allo stesso tempo un essere codardo quando percepisce che sta per essere sconfitto, in quanto risultò terrorizzato nel momento in cui stava per essere sconfitto dai Perdenti alla fine del libro, e quando stava venendo sopraffatto da loro durante la loro giovinezza.
In più, il suo narcisismo sembra essere esso stesso una debolezza, in quanto non solo la consapevolezza di non far più paura, ma anche l'essere sminuito e preso in giro lo mette in una situazione di estremo disagio psicologico, al punto da non saper più usare i propri poteri, entrando in uno stato paranoico e disperato, piangendo e tremando in modo incontrollabile in preda ad un estremo senso di disagio psicologico e ad un terrore incontrollabile, sudando freddo e avendo persino dei brevi spasmi, finendo per tentare una fuga disperata e rocambolesca o ad implorare pietà tentando una qualche sorta di disperato tentativo di corruzione tramite la promessa di grandi ricchezze, poteri e conoscenze.

### Poteri e abilità
Principale antagonista del romanzo, It non ha una vera forma nel mondo materiale. Nei pochi attimi in cui si rivela per quello che è viene descritto come una luce arancione informe insostenibile dallo sguardo, al punto che chi la osserva anche solo per un istante può cadere in uno stato catatonico, perdere la propria sanità mentale o addirittura morire.
Il suo potere consiste nel leggere la mente e le emozioni di tutte le creature e di manipolare la realtà soggettiva nella sua totalità agendo sulle percezioni degli esseri viventi: crea quindi immagini, suoni, odori, gusti e sensazioni tattili facendosi apparire in qualunque forma desiderata, materiale e non materiale, individuale o collettiva, e basa il suo potere sulla convinzione della realtà delle sue vittime, uccidendone la mente, che assimila nei Pozzi Neri.

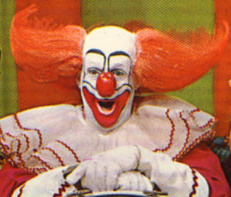
Bozo, interpretato da Bob Bell, uno dei clown a cui Pennywise sembra somigliare

Una delle ragioni per cui It predilige i bambini umani come vittime (pur non disdegnando qualsiasi altro essere vivente), è proprio perché questi ultimi, maggiormente influenzabili, si convincono più facilmente che ciò che gli viene mostrato da It sia reale, rendendo possibile il suo avverarsi. Quest'alterazione mentale della realtà è una regola alla base del suo modo di interagire col mondo che si rivelerà poi essere un'arma a doppio taglio, nel momento in cui i Perdenti si rendono conto che per batterlo è sufficiente convincersi di fargli del male in qualunque modo.
Nonostante appaia in numerose forme perlopiù attinte dal repertorio d'immaginazione delle specifiche vittime e da ciò che più le terrorizza, It ha la particolare preferenza di assumere la forma di Pennywise, da lui chiamato anche Bob Gray: un clown sadico e perverso descritto come molto simile a un incrocio tra Bozo il clown e Clarabell, con due ciuffi di capelli arancioni a punta, vestito con un largo costume di seta color argento, una cravatta blu, un colletto increspato e pompon arancioni; proprio i pompon arancioni saranno un elemento ricorrente delle sue manifestazioni.

### Punto debole
Pennywise di per sé è molto sensibile al coraggio e agli insulti dati. Nel film del 2019, durante la scena finale il pagliaccio è turbato dal coraggio e gli insulti dei ragazzi, divenuti ormai grandi. Pennywise la prende male, inizia a indebolirsi e diventare sempre più piccolo, fino al punto di morire poiché il suo cuore, strappato lentamente dal petto, viene schiacciato. Questo in contrasto con quanto affermava precedentemente: "uccidermi? Io sono eterno, sono il divoratore di pianeti e bambini…".

### Il rito di Chüd
È un rituale mistico che viene messo in atto dai Perdenti nell'omonimo capitolo, inconsciamente sotto la guida della Tartaruga (un'entità divina contrapposta a It), al fine di sconfiggere definitivamente il mostro. Si tratta di una battaglia tra volontà.
Nel 1958 i Perdenti, addentrandosi nelle fognature di Derry (elette a dimora di It e corrispondenti al punto esatto in cui precipitò come una meteora secoli prima) si intrufolano nel suo antro, dove riescono ad avere un contatto visivo con la creatura senza perdere la ragione; questo è reso possibile dalla protezione garantita dalla Tartaruga, che permette loro di vederlo nel modo più razionale e concreto concesso dalla mente in una sorta di materializzazione terrestre figurata della sua essenza, ovvero come un gigantesco e oscuro ragno con dei magnetici occhi arancioni.
Stabilendo un contatto visivo con It, Bill Denbrough vede catapultare la sua coscienza e quella della creatura a mille miglia orarie attraverso uno spazio di tenebra assoluta fino ai confini dell'universo, dove riesce a vedere la Tartaruga e a parlarvici. Giunto alla soglia del Macroverso, oltre il quale esiste la dimensione dei Pozzi Neri di cui è composto It, Bill riesce ad attaccarlo psicologicamente convincendosi di mordergli ripetutamente la lingua con forza; questo provoca al mostro un dolore lancinante, che lo costringe ad interrompere il contatto mentale e a ritornare sulla Terra, battendo in ritirata, mortalmente ferito ma non ancora ucciso.
Nel 1985 il rito viene ripetuto dai Perdenti ormai adulti nello stesso identico modo ma, a differenza della prima volta, It riesce ad opporre a Bill una maggiore resistenza, portandolo a cedere (questo anche perché la Tartaruga creatrice dell'universo che li proteggeva è ormai morta, strozzandosi nel suo stesso vomito). Si intrufola quindi nel rito anche Richie Tozier, grazie al cui aiuto It viene di nuovo messo alle strette e costretto a ritirarsi.
Dopo averlo inseguito, Bill penetra nel corpo del ragno ormai supplicante e gli strappa il cuore a mani nude, mentre Ben Hanscom si occupa di schiacciare col suo stivale tutte le uova di It che riesce a trovare, colate a terra dal corpo lacerato del mostro morente.

## Altri media

### Miniserie (1990)
(Pennywise/It rivolto a Georgie, prima di ucciderlo, nella miniserie televisiva)

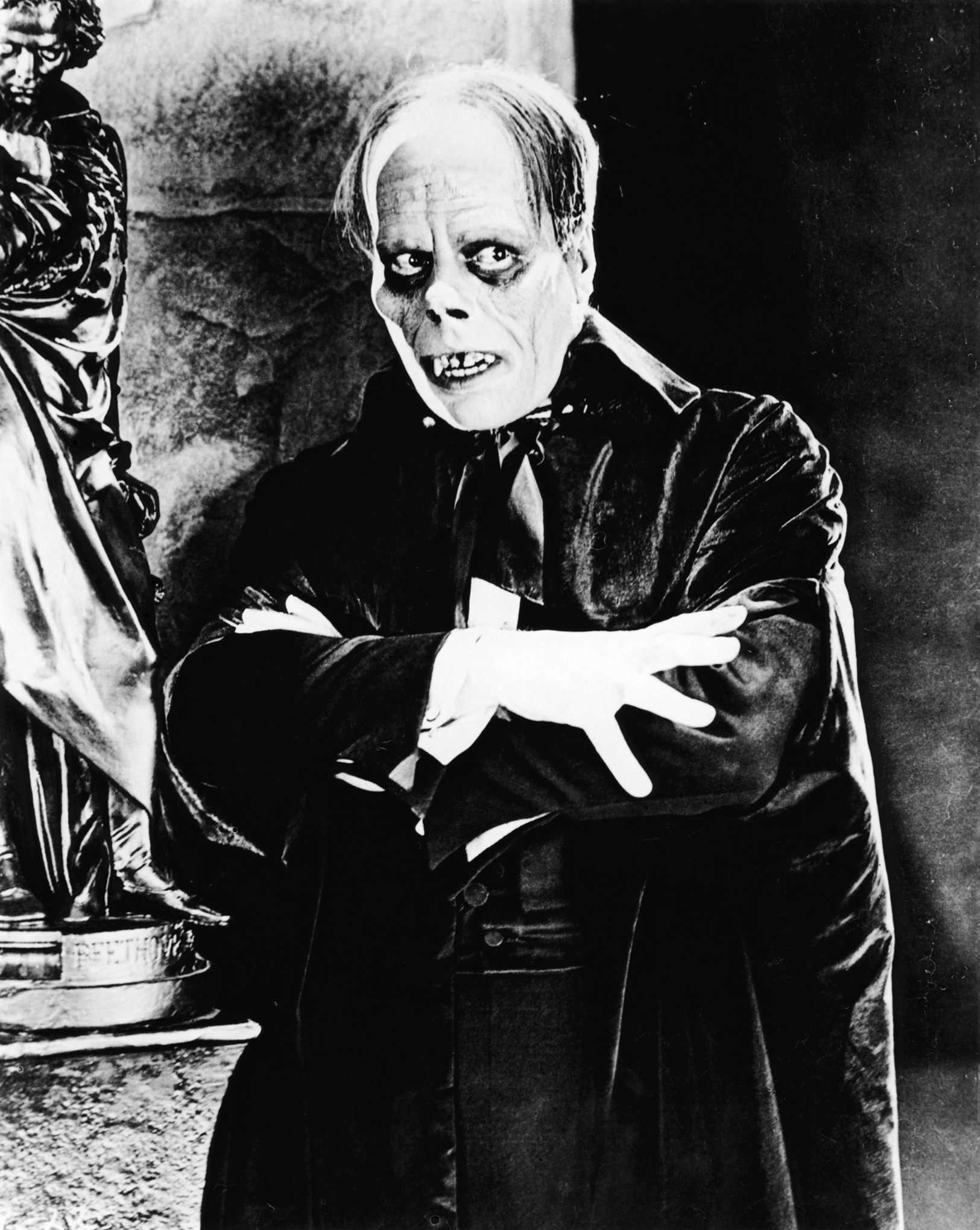
Lon Chaney ne Il fantasma dell'Opera fu l'ispirazione per l'aspetto fisico di It nella miniserie.

Nella miniserie televisiva It del 1990 il personaggio è stato interpretato da Tim Curry, con la voce italiana di Carlo Reali. Secondo lo sceneggiatore Lawrence D. Cohen, scrisse il copione senza una idea precisa di chi avrebbe interpretato il personaggio. Prima del coinvolgimento di Tommy Lee Wallace come regista, furono considerati Malcolm McDowell e Roddy McDowall.
Gli storyboard originali rappresentavano Pennywise con zigomi vistosi, un mento appuntito e una fronte sporgente. Questo design, che avrebbe richiesto l'utilizzo degli effetti speciali prostetici, fu scartato sull'insistenza di Curry, che sentiva che tale approccio avrebbe solo ostacolato la sua interpretazione. L'unico elemento prostetico a venire utilizzato fu infine il cranio ingrandito, realizzato dal coordinatore degli effetti speciali Bart Mixon. Secondo Mixon, la sua ispirazione per l'aspetto di Pennywise fu Lon Chaney nel ruolo di Erik ne Il fantasma dell'Opera. Per la carnagione del personaggio, fu utilizzato crema di trucco bianca per fare sì che Pennywise assomigliasse un "cartone animato vivente". Curry diede a Pennywise un accento del Bronx, per farlo assomigliare un "personaggio d'un vecchio fumetto di Catskill".
Secondo Curry, nel descrivere la sua rappresentazione:
(Tim Curry)
Nel creare la forma finale di It, Mixon disse che, siccome il suo aspetto ragnesco fosse solo un'approssimazione permessa dalla mente umana, decise di renderlo più alieno, dandogli una pelle carnosa dove in un ragno ci sarebbe un esoscheletro. Per la maggior parte delle scene, il ragno fu rappresentato da un burattino lungo tre metri con arti lunghi quattro metri. Disponeva di una testa meccanica radiocontrollata. Nel corpo c'era un attore che manipolava le braccia del ragno. Siccome le gambe erano immobili, un pupazzo animato dal passo uno fu utilizzato per le scene in cui cammina.

### Film

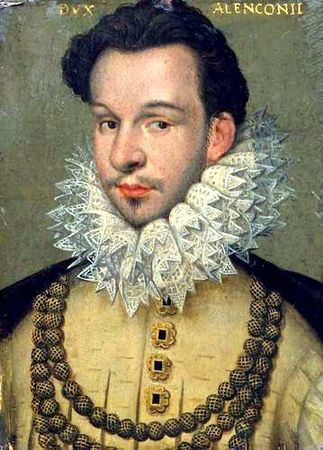
Il costume di Pennywise fu ispirato dalla moda rinascimentale, come rappresentata in questo ritratto di Francesco Ercole di Valois.

Nel film del 2017, anch'esso intitolato It, il personaggio di Pennywise è stato interpretato da Bill Skarsgård e doppiato dalla voce italiana di Emiliano Coltorti. Nel 2010, quando il film era ancora in pre-produzione, lo sceneggiatore David Kajganich disse che intendeva rappresentare It come "meno cosciente della propria ironia e surrealtà", e che se fosse stato ancora vivo, avrebbe scelto Buster Keaton come interprete. In maggio 2015, quando il progetto fu affidato al regista Cary Fukunaga, fu annunciato che il ruolo sarebbe andato a Will Poulter, dopo che Fukanaga fu colpito da una sua audizione. Nell'aprile 2016 però, dopo che Fukanaga lasciò il progetto, Poulter a sua volta si dimise a causa d'un conflitto di orari. Quando fu assunto Skarsgård per il ruolo nel 2017, il nuovo regista Andrés Muschietti insistette che l'attore non incontrasse gli attori bambini prima delle riprese. L'intenzione era di fare sì che gli attori provassero vero terrore nel vederlo per la prima volta. Fu deciso di non incorporare certe forme di It rappresentate nel libro, specificamente quelle dei mostri cinematografici degli anni cinquanta come l'uomo lupo, la mummia, il mostro di Frankenstein e il Conte Dracula, optando invece di farlo trasformare in forme più evocative di traumi infantili.
La costumista Janie Bryant fu ispirata dalla moda di numerose ere, incluse il medioevo, il rinascimento, l'era elisabettiana e vittoriana. Il costume fu inteso come un'evocazione di queste diverse ere, rafforzando l'idea che It è una creatura di un tempo diverso. Nel costume furono incorporate delle pieghe in stile Fortuny per dare al personaggio un aspetto più organico. Per dare al personaggio un aspetto più infantile, i pantaloni furono resi corti e alla giacca fu dato un girovita alto.
Bill Skarsgård, nel descrivere il suo approccio nell'interpretare It, disse:
(Bill Skarsgård)
Dichiarò inoltre che, sebbene fosse un ammiratore dell'interpretazione precedente di Curry, non tentò di imitarlo, optando invece di basare la sua rappresentazione su certi animali e sul comportamento di suo fratello minore quando aveva otto anni.

## It nelle opere derivate di King
In diversi altri romanzi, King ha inserito alcuni riferimenti al personaggio, tra cui:
- In Le creature del buio (1987) un personaggio ode strani rumori provenienti dal lavandino di casa sua, un altro personaggio guidando scorge «un clown con occhi argentati e un mazzo di palloncini in una mano».
- In L'acchiappasogni (2001) uno dei protagonisti, passando a Derry, nota un monumento alla memoria dei bambini uccisi, firmato con affetto dai Perdenti ma, imbrattato da una scritta di vernice rossa che dice: «PENNYWISE VIVE!».
- Nella serie La Torre Nera viene spesso citata la vera forma di It, nota come i Pozzi Neri; il Re Rosso sembrerebbe far parte dei Pozzi Neri come ne fa parte Pennywise, il che suggerisce un collegamento tra le due creature.
- Nel romanzo Insomnia (1994), il personaggio del Re Sanguinario, la cui natura non viene mai approfondita, presenta diverse analogie con It. Egli infatti è «un'entità malefica che abita Derry da sempre» e cambia forme diverse volte davanti al protagonista, assumendo sempre quella di ciò di cui ha più paura.
- Nel romanzo 22/11/'63 (2011) il protagonista Jake Epping si reca nella cittadina di Derry, dove nota da subito l'atteggiamento ostile dei suoi abitanti. In un bar viene a conoscenza della scomparsa di numerosi bambini nei Barren, probabilmente uccisi da un "killer vestito da clown"; il barista aggiunge che tuttavia la serie di omicidi sembrava essersi interrotta. Jake si ferma successivamente a chiacchierare con due bambini, che si presentano come Richie Tozier e Beverly Marsh e gli dicono che "i tempi brutti sono finiti": essendo il libro ambientato nel settembre del 1958, i ragazzini avevano già sconfitto It per la prima volta.
- Nel romanzo Later (2021), il protagonista effettuerà il rito di Chüd per ridurre in suo potere l'entità malefica che lo perseguita sotto le sembianze di un assassino ormai deceduto.

## Accoglienza e interpretazioni
The Atlantic disse del personaggio; "la cosa più spaventosa di Pennywise [...] è come si nutre delle paure più profonde dei bambini, manifestando i mostri di cui sono più terrorizzati (qualcosa da cui J. K. Rowling avrebbe poi tratto ispirazione con i mollicci)." La studiosa britannica Mikita Brottman disse che Pennywise rappresenta "ogni orrore sociale e familiare conosciuta nell'America contemporanea". Il critico Mark Dery ha notato somiglianze tra Pennywise e John Wayne Gacy, un serial killer che assumeva un alter ego chiamato "Pogo il clown"; Dery ha inoltre dichiarato che il personaggio personificava "le nostre paure primordiali di un Ronald McDonald sociopatico che trasuda astuzia vellutata". WatchMojo lo pose al 1º posto del suo elenco dei pagliacci cinematografici più spaventosi e degli antagonisti ideati da Stephen King, e al 6º posto dei 10 mostri del genere horror più letali.
Sebbene la miniserie del 1990 ricevette recensioni miste, l'interpretazione di Tim Curry nei panni di It fu ben accolta. Rolling Stone commentò che, sebbene la miniserie non rappresentò i poteri del personaggio fedelmente, l'interpretazione di Curry fosse "la materia da cui sono fatte le dormite insonni." Stephen King apprezzò l'interpretazione di Curry, dichiarando che aveva "spaventato un'intera generazione di bambini e ha fatto venire al pubblico molta paura dei clown. Anche se un clown fa già paura di per sé". Nel paragonare le interpretazioni di Curry e di Skarsgård, Watchmojo considerò il primo come il meglio riuscito in personalità e fedeltà al concetto del pagliaccio, e il secondo in design, recitazione e spaventosità.